# La Geneytouse
La Geneytouse  (en occitano La Janestosa) es una comuna francesa situada en el departamento de Haute-Vienne, en la región Nueva Aquitania.

## Demografía
| 724 | 602 | 606 | 634 | 740 | 738 | 812 | 966 |
| Para los censos de 1962 a 1999 la población legal corresponde a la población sin duplicidades (Fuente: INSEE [Consultar]) |     |     |     |     |     |     |     |